# Тахир и Зухра (фильм)
«Тахи́р и Зухра́» (узб. Tohir va Zuhra) — советский историко-драматический художественный фильм 1945 года режиссёра Наби Ганиева, выпущенный «Ташкентской киностудией».
Основан на восточной народной сказке-легенде XV века о любви простого воина Тахира к ханской дочери Зухре. «Тахир и Зухра» стал первым узбекским художественным фильмом, вышедшим в зарубежный прокат. Премьера фильма состоялась в Москве 21 октября 1945 года.

## Синопсис
Основной линией картины является история любви простого воина Тахира к Зухре, дочери хана Бабохана. Из-за низкого социального происхождения Тахира такая любовь, по мнению представителей высшей власти, является преступной, отчего Тахиру суждены страдания и скитания.
Тахир родился в один день с дочерью хана, и родители договорились соединить их судьбы. Отец Тахира умирает, а хан меняет своё решение и не желает видеть простолюдина своим зятем. Тахира сбрасывают в реку в сундуке.
Параллельно с любовной линией в сценарий фильма вплетена новая, не затронутая в легенде социальная составляющая, в первую очередь, представленная образом предводителя народного восстания Сардора. Благодаря ей акценты в картине смещаются в сторону противопоставления прогрессивного социального устройства, при котором все люди равны, и традиционного феодального уклада жизни восточного общества.

## В ролях
В фильме снимались:
- Гулям Аглаев — Тахир
- Юлдуз Ризаева — Зухра
- Асат Исматов — Бабохан
- Аброр Хидоятов — Сардор
- Обид Джалилов — визирь
- Эргаш Каримов — Тахир в детстве (нет в титрах)
- Хикмат Латыпов  — придворный (нет в титрах)

## Съёмочная группа
Над фильмом работали:
- Режиссёр-постановщик: Наби Ганиев
- Сценаристы: Алексей Спешнев, Сабир Абдулла
- Художник: Варшам Еремян
- Композитор: Алексей Козловский

## История создания
Первоначально фильм задумывался как экранизация спектакля «Тахир и Зухра» Сабира Абдуллы. Однако режиссёр Ганиев предложил переработать народный материал и создать на его основе новое произведение. В результате из трагической любовной истории фильм превратился в героико-историческую драму с выраженным социальным подтекстом. Самодурство правителей и воля случая отошли на второй план, а на первый вышли расчетливость власть имущих, борьба за господство и противостояние различных классов общества.
Для режиссёра Ганиева фильм стал первой работой в области полнометражного звукового кино. В связи с этим важной составляющей стало музыкальное оформление ленты. В его качестве Ганиев в месте с композитором Козловским выбрали фольклорные мотивы, создав колоритное национальное произведение, с интересом воспринятое не только в пределах СССР, но и за границей. Фильм стал первым кинематографическим произведением Узбекистана, получившим столь обширную и разнообразную аудиторию.

## Отзывы
Советская критика положительно восприняла фильм, в особенности поднятые в нём социальные вопросы и подчёркнутый классовый конфликт. Одновременно была отмечена выразительная и точная игра актёров в ролях второго плана: Исматова в роли Бабахана, Джалилова в роли визиря и Хидоятова в роли Сардора. Получил признание метафорический язык, использованный Ганиевым, художественное оформление Еремяна и удачные композиция и драматургия картины. Картина, имевшая в основе фольклорную легенду, однозначно отнесена критиками к жанру исторической драмы.